# میخاو اوربانیاک
میخاو اوربانیاک (لهستانی: Michał Urbaniak؛ زادهٔ ۲۲ ژانویهٔ ۱۹۴۳) موسیقی‌دان و نوازندهٔ ویولن و ساکسوفون اهل لهستان است.
از فیلم‌ها یا برنامه‌های تلویزیونی که وی در آن نقش داشته‌است، می‌توان به دوچرخه پدرم و جهان به روایت خانواده کیپسکی اشاره کرد.